# Breeders' Cup Turf
Breeders' Cup Turf, är ett galopplöp i löpserien Breeders' Cup, som drivs av Breeders' Cup Limited, ett företag som bildades 1982. Det är ett Grupp 1-löp, det vill säga ett löp av högsta internationella klass. Första upplagan av Breeders' Cup Turf reds 1984, och rids över en distans på 1 1⁄2 miles, 2 414 meter. Den samlade prissumman i löpet är 4 miljoner dollar.

## Segrare
| År   | Häst                | Ålder | Jockey               | Tränare              | Tid     |
| ---- | ------------------- | ----- | -------------------- | -------------------- | ------- |
| 2022 | Rebel's Romance     | 4     | James Doyle          | Charlie Appleby      | 2.26.35 |
| 2021 | Yibir               | 3     | William Buick        | Charlie Appleby      | 2:25.90 |
| 2020 | Tarnawa             | 4     | Colin Keane          | Dermot Weld          | 2:28.02 |
| 2019 | Bricks and Mortar   | 5     | Irad Ortiz Jr.       | Chad C. Brown        | 2:24.73 |
| 2018 | Enable†             | 4     | Frankie Dettori      | John Gosden          | 2:32.65 |
| 2017 | Talismanic          | 4     | Mickael Barzalona    | André Fabre          | 2:26.19 |
| 2016 | Highland Reel       | 4     | Seamie Heffernan     | Aidan O'Brien        | 2:23.00 |
| 2015 | Found†              | 3     | Ryan Moore           | Aidan O'Brien        | 2:32.06 |
| 2014 | Main Sequence       | 5     | John R. Velazquez    | Graham Motion        | 2:24.91 |
| 2013 | Magician            | 3     | Ryan Moore           | Aidan O'Brien        | 2:23.23 |
| 2012 | Little Mike         | 5     | Ramon Domínguez      | Dale Romans          | 2:22.83 |
| 2011 | St Nicholas Abbey   | 4     | Joseph O'Brien       | Aidan O'Brien        | 2:28.85 |
| 2010 | Dangerous Midge     | 4     | Frankie Dettori      | Brian J. Meehan      | 2:29.40 |
| 2009 | Conduit             | 4     | Ryan Moore           | Sir Michael Stoute   | 2:23.75 |
| 2008 | Conduit             | 3     | Ryan Moore           | Sir Michael Stoute   | 2:23.42 |
| 2007 | English Channel     | 5     | John R. Velazquez    | Todd A. Pletcher     | 2:36.96 |
| 2006 | Red Rocks           | 3     | Frankie Dettori      | Brian J. Meehan      | 2:27.32 |
| 2005 | Shirocco            | 4     | Christophe Soumillon | André Fabre          | 2:29.20 |
| 2004 | Better Talk Now     | 5     | Ramon Domínguez      | H. Graham Motion     | 2:29.70 |
| 2003 | High Chaparral (DH) | 4     | Michael Kinane       | Aidan O'Brien        | 2:24.24 |
| 2003 | Johar (DH)          | 4     | Alex Solis           | Richard Mandella     | 2:24.24 |
| 2002 | High Chaparral      | 3     | Michael Kinane       | Aidan O'Brien        | 2:30.14 |
| 2001 | Fantastic Light     | 5     | Frankie Dettori      | Saeed bin Suroor     | 2:24.20 |
| 2000 | Kalanisi            | 4     | Johnny Murtagh       | Sir Michael Stoute   | 2:26.96 |
| 1999 | Daylami             | 5     | Frankie Dettori      | Saeed bin Suroor     | 2:24.73 |
| 1998 | Buck's Boy          | 5     | Shane Sellers        | P. Noel Hickey       | 2:28.74 |
| 1997 | Chief Bearhart      | 4     | José A. Santos       | Mark Frostad         | 2:23.92 |
| 1996 | Pilsudski           | 4     | Walter Swinburn      | Michael Stoute       | 2:30.20 |
| 1995 | Northern Spur       | 4     | Chris McCarron       | Ron McAnally         | 2:42.07 |
| 1994 | Tikkanen            | 3     | Mike E. Smith        | Jonathan Pease       | 2:26.50 |
| 1993 | Kotashaan           | 5     | Kent Desormeaux      | Richard Mandella     | 2:25.16 |
| 1992 | Fraise              | 4     | Pat Valenzuela       | William I. Mott      | 2:24.08 |
| 1991 | Miss Alleged†       | 4     | Éric Legrix          | Pascal Bary          | 2:30.95 |
| 1990 | In the Wings        | 4     | Gary Stevens         | André Fabre          | 2:29.60 |
| 1989 | Prized              | 3     | Ed Delahoussaye      | Neil Drysdale        | 2:28.00 |
| 1988 | Great Communicator  | 5     | Ray Sibille          | Thad Ackel           | 2:35.20 |
| 1987 | Theatrical          | 5     | Pat Day              | William I. Mott      | 2:24.40 |
| 1986 | Manila              | 3     | José A. Santos       | LeRoy Jolley         | 2:25.40 |
| 1985 | Pebbles†            | 4     | Pat Eddery           | Clive Brittain       | 2:27.00 |
| 1984 | Lashkari            | 3     | Yves Saint-Martin    | Alain de Royer-Dupré | 2:25.20 |

† anger ett sto